# Catedral de Santiago (Bilbao)
La Catedral Basílica de Santiago (en euskera: Done Jakue Katedrala) es el templo católico que desde 1949 alberga la sede de la diócesis de Bilbao en Bilbao (Vizcaya, País Vasco, España. Fue construida entre el último cuarto del siglo XIV y principios del XVI en estilo gótico, si bien su fachada y torre son el resultado de una profunda reconstrucción acometida en el siglo XIX en estilo neogótico. La catedral toma su nombre del patrón de Bilbao, el apóstol Santiago el Mayor, en relación con el paso por la ciudad de un ramal costero del Camino de Santiago. Se trata de la iglesia gótica más monumental de Vizcaya y cumple asimismo la función de parroquia. En 1819 obtuvo el rango de basílica menor, siendo la primera iglesia que obtenía este título en el País Vasco.

## Historia
El edificio actual sucedió a otros dos anteriores en el mismo emplazamiento y con la misma advocación. El primero era anterior a 1300, fecha de la fundación de la villa por D. Diego López V de Haro mediante la Carta Puebla, y disponía de una necrópolis exterior situada en torno al muro de cabecera. El segundo templo fue básicamente una ampliación del anterior, obligada ante el crecimiento demográfico del núcleo urbano. Este segundo templo fue efímero, ya que en 1374 quedó arrasado en un pavoroso incendio, tras lo cual el Papa Gregorio XI dispensó indulgencias a quienes dieran limosnas para la erección del nuevo templo, conforme a un proyecto arquitectónico más ambicioso.
La catedral levantada tras el siniestro de 1374 es el resultado de un período largo y acumulativo de diferentes elementos: la iglesia, el claustro, el pórtico, la sacristía y la torre-fachada. Comenzadas a finales del siglo XIV, hacia 1397, conforme al estilo gótico clásico entonces imperante, las obras fueron prolongándose lentamente durante un siglo largo. Hacia mediados del siglo XV estaban terminados el triforio y la girola con sus cinco capillas centrales; en la segunda mitad de la centuria se trabajó en las demás capillas de la cabecera y posteriormente, ya en la frontera con el siglo XVI, en las capillas laterales de la nave. En estas mismas fechas se construyó el claustro y la Puerta del Ángel, que le da acceso desde la calle y que incorpora ya elementos del gótico florido. 

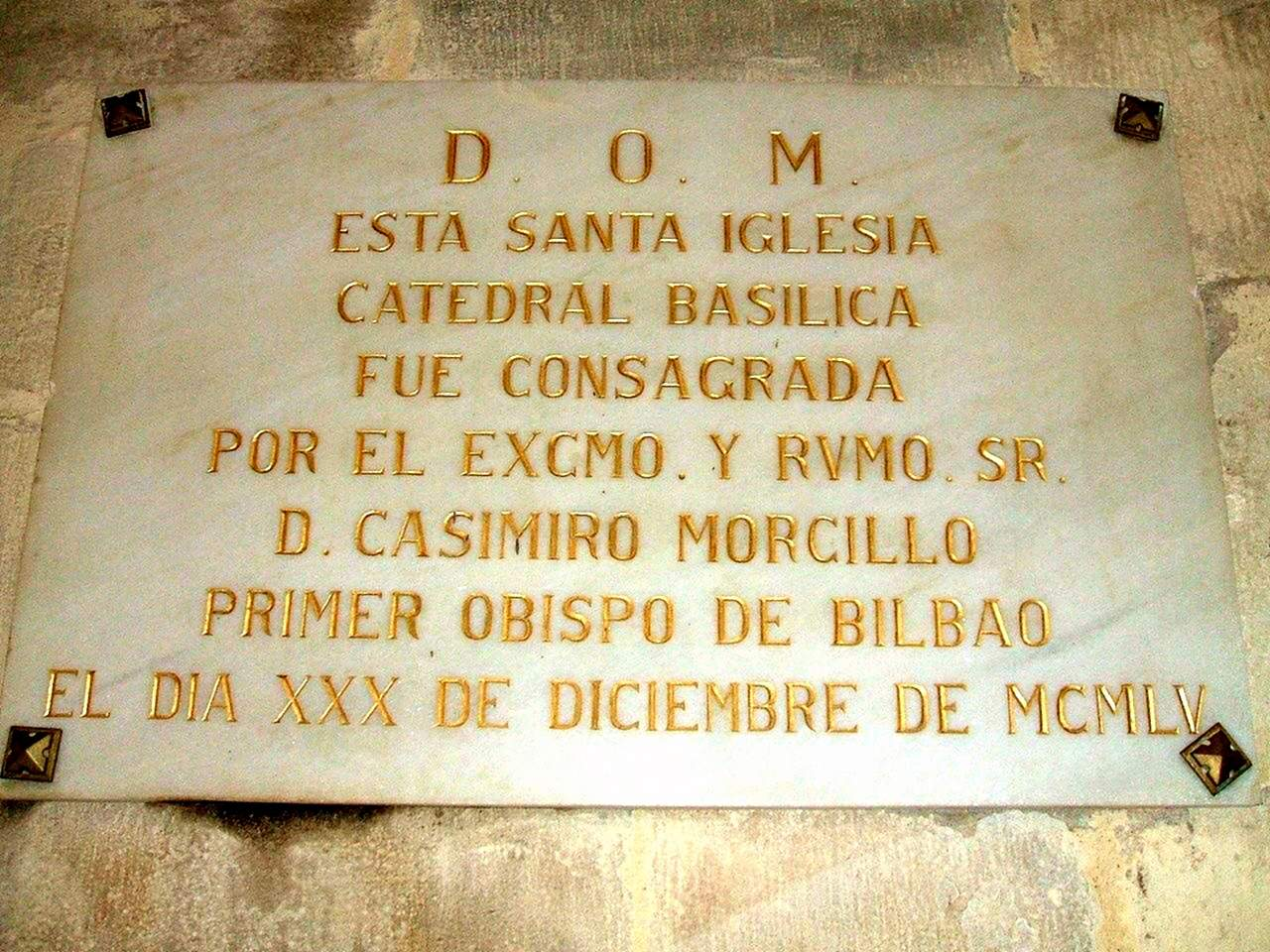
Placa conmemorativa de la consagración de la catedral basílica, el 30 de diciembre de 1955

Se completó así el conjunto gótico que años después, bien entrado el siglo XVI, se enriqueció con la Sacristía, el gran pórtico exterior y el perdido Retablo Mayor, ambos de estilo renacentista.
El Retablo Mayor debió ser una gran creación artística del franco-flamenco Guiot de Beaugrant, maestro activo en Bilbao a mediados del siglo XVI, quien lo realizó entre 1533 y 1543; desmontado en 1805, de este retablo se conservan cuatro tallas de los Padres de la iglesia latina, hoy colocadas en la Sacristía, y otros tres bultos hoy sitos en las capillas del Pilar, el Cristo del Amor y Santa Lucía. El 11 de junio de 1819 Roma otorgó a la iglesia el rango de basílica menor, la primera del País Vasco. En la segunda mitad del siglo XIX se llevaron a cabo el repicado de paredes y bóvedas, la reconstrucción de la Sacristía y, en la década de 1880, la gran reforma de toda la fachada, con su torre y su aguja, en un estilo neogótico armonizado con las viejas formas góticas, dando al templo su aspecto actual.
En el primer tercio del siglo XX se restauró el claustro y en los años finales del siglo, con posterioridad a las devastadoras inundaciones de 1983, cuando las aguas del Nervión-Ibaizábal invadieron todo el Casco Viejo bilbaíno y anegaron la catedral, se actuó en todo el conjunto, reparando y limpiando los interiores y exteriores dañados por la riada. Las actuaciones se prolongaron hasta el año 2000. Como resultado de esta restauración, la catedral presenta hoy un perfecto estado de conservación.
En 1949 la basílica adquirió la dignidad catedralicia al establecerse la Diócesis de Bilbao como una desmembración de la Diócesis de Vitoria. La nueva diócesis fue instituida por Pío XII mediante la bula de erección Quo Commodius con fecha del 2 de noviembre de 1949. En 1950 tomó posesión de la sede episcopal el primer prelado, Casimiro Morcillo González, quien consagró la catedral Basílica el 30 de diciembre de 1955.
Es Monumento Histórico-Artístico Nacional desde el 3 de junio de 1931.

## Descripción
La catedral de Bilbao destaca principalmente por su pequeño tamaño (para tratarse de un templo catedralicio, aunque, en realidad, amplio para una iglesia parroquial, tal como fue concebida) y lo compacto de sus rasgos góticos. Las dimensiones son 51,5 m de largo, 22,3 m de ancho, 22,5 de alto en la nave mayor y 1100 m² de superficie. El aparejo es muy uniforme, de piedra de sillería arenisca, y ofrece en su interior un bello colorido, tostado o vinoso con vetas.

### Fachada y torre
En las décadas de 1880 y 1890 se reedificó por completo toda la fachada, con su portada, su rosetón, su torre y su chapitel, en un estilo neogótico armonizado con las viejas formas góticas. Sustituyó a la vieja fachada barroca del siglo XVII que protegía un gran ventanal gótico. La portada ojival consta de cuatro arquivoltas con discreta decoración vegetal y chambrana trasdosada con remate conopial en cogollo; la flanquean esculturas de San Pedro y San Pablo. En el segundo nivel se sitúan el rosetón, rodeado por vegetales, la venera y la cruz de Santiago.
La torre actual es la cuarta de que se tiene noticia: sus predecesoras fueron una construcción de la que no se conocen detalles y que fue sustituida por una torre barroca en el siglo XVIII, la cual a su vez dejó paso a otra muy maciza que fue derribada a principios del siglo XIX. En 1883 la tercera torre, de tipo neoclásico, fue igualmente derruida para dejar paso a la nueva neogótica, diseñada por el arquitecto Severino de Achúcarro. Fachada y torre quedaron concluidas en 1891. La torre, de 64 metros de altura, se compone de tres cuerpos. El inferior tiene contrafuertes aciculares en las esquinas y contiene dos ventanales con arco apuntado y arquivolta, más el reloj en la parte superior. El cuerpo central, confeccionado, como el anterior, con sillares blancos del monte Oiz, aloja el campanario, con once campanas fundidas en 1890, 1895 y 1916, y dispuestas en tres niveles: cuatro son de repique y siete de volteo, no divisables tras los ventanales apuntados y amainelados. Un chapitel calado corona la torre; este tercer cuerpo está labrado en piedra blanca traída de Angulema, Francia.

### Accesos y pórtico
En el lado norte se sitúa la puerta de acceso al claustro, la llamada Puerta del Ángel, que toma su nombre de un retablo dedicado al arcángel San Miguel que había en el claustro. Su hermosa portada gótica florida es de los primeros años del siglo XVI y fue restaurada a finales del siglo XX. Un parteluz separa las dos puertas de entrada cobijadas bajo arcos carpaneles deprimidos, sobre los cuales se extiende un amplio tímpano decorado con relieves flamígeros inspirados en el símbolo vasco del lauburu. Las arquivoltas, que flanquean dos pilares decrecientes, presenta en la parte superior un trasdós conopial, rematado en florón y que enmarca una venera o concha de peregrino, reflejo de la tardía incorporación de esta iglesia a la tradición jacobea. Por este motivo la Puerta del Ángel recibe también el nombre de Puerta de los Peregrinos.

Portadas y pórtico
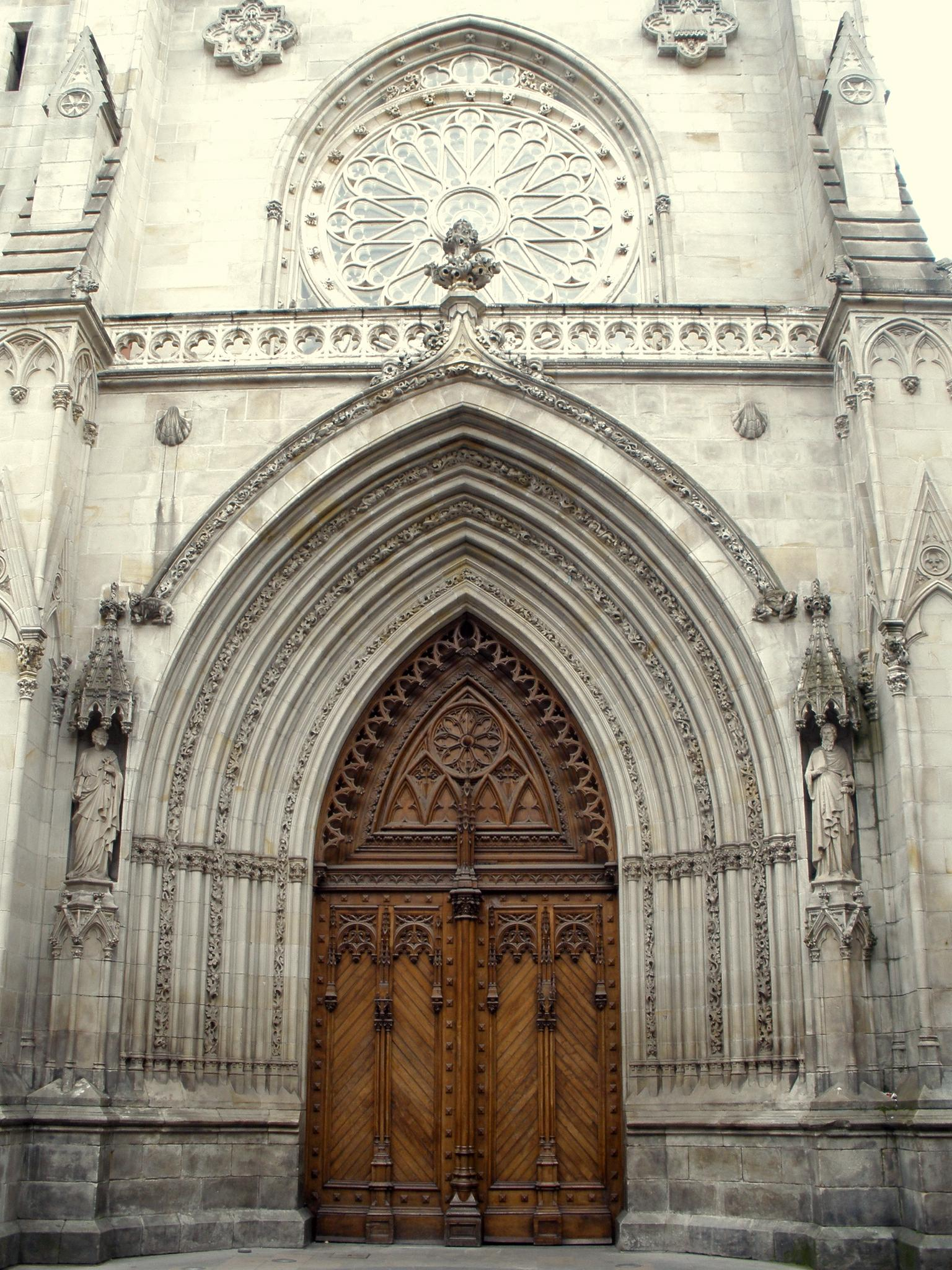
Portada de la fachada neogótica, lado oeste
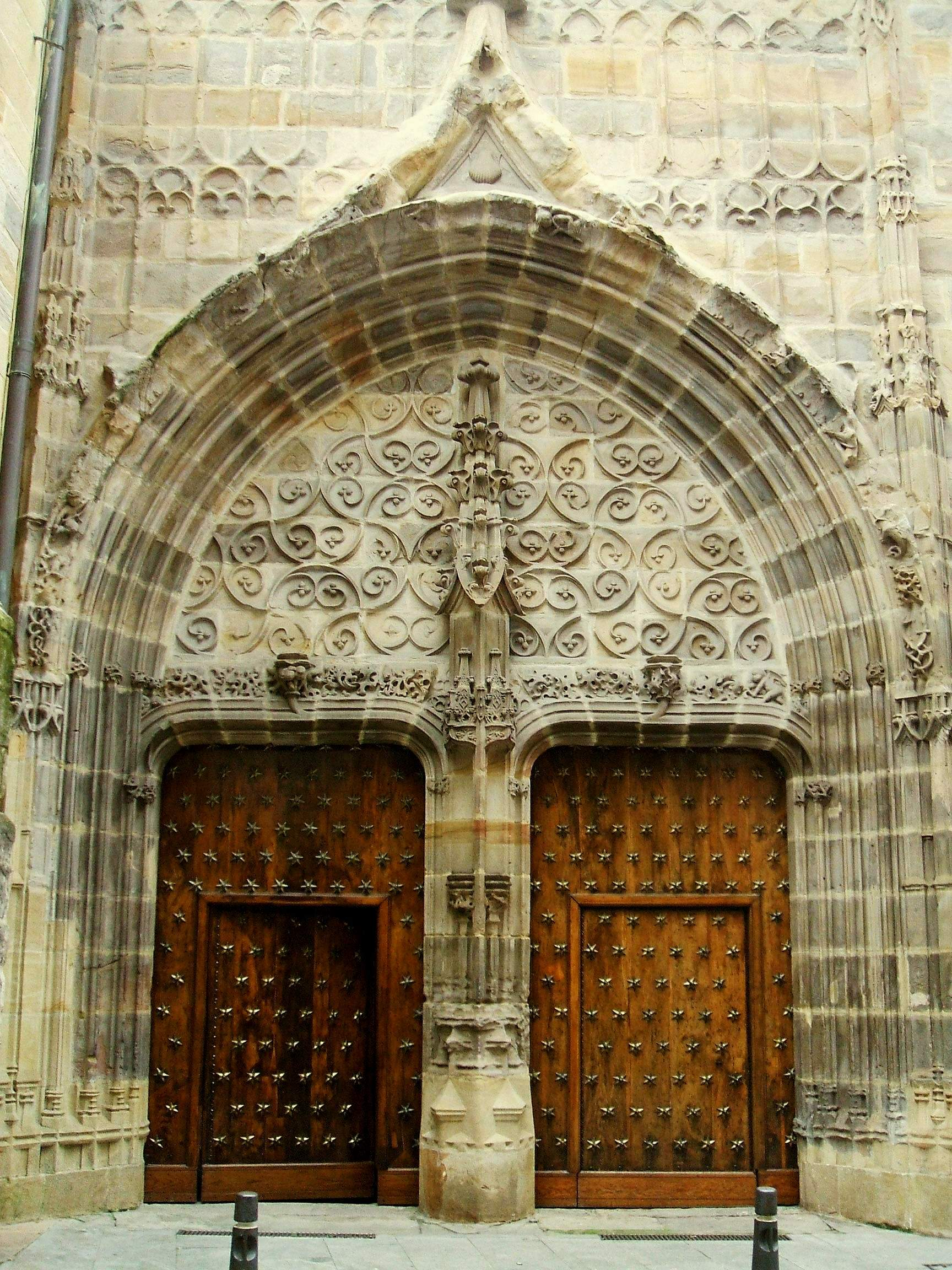
Puerta del Ángel (acceso al claustro), lado norte
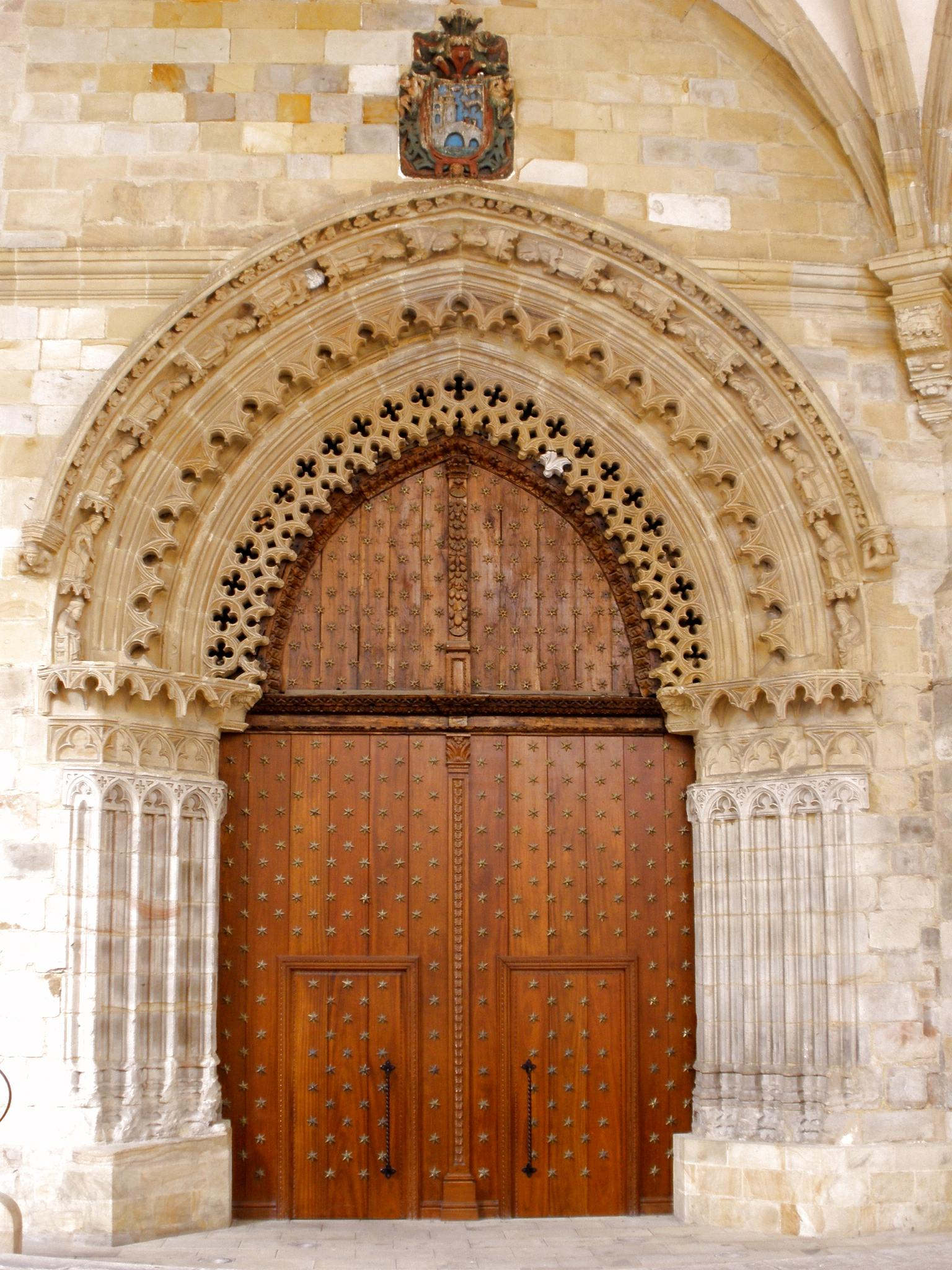
Portada del Pórtico, lado sur
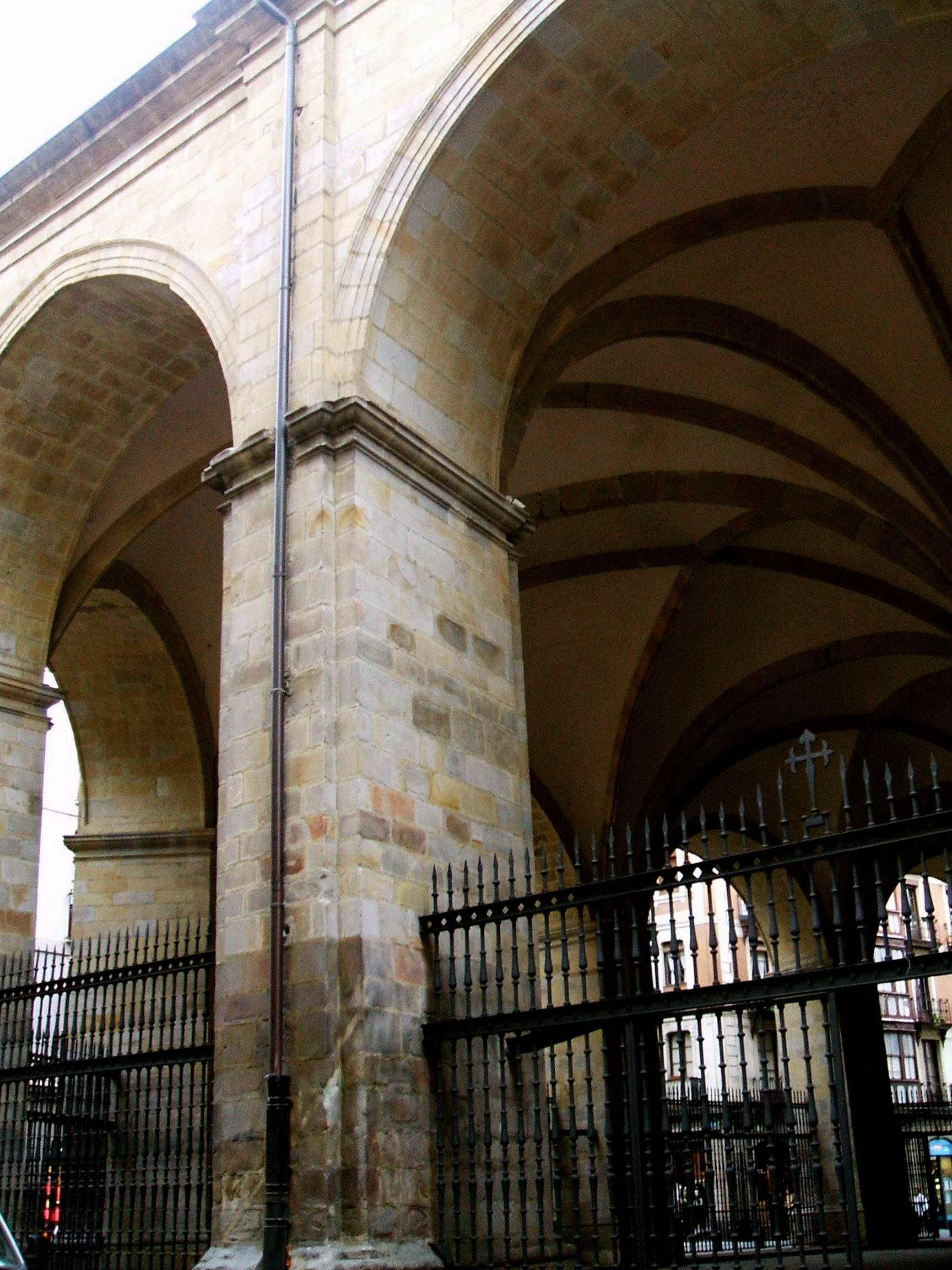
Pórtico, lado sur

El gran pórtico fue levantado por el gran general Villegas, en el lado sur del templo a partir de 1580 en el mismo lugar que ocupaba un antiguo cementerio y no se remató hasta transcurrido un siglo.. Sus grandes dimensiones, creando una planta irregular vagamente triangular, se explican por su función de contrafuerte de toda la nave de la Epístola, que presentaba problemas de cimentación al erigirse el templo sobre un terreno de marisma. Su perímetro lo definen siete pilares de sección prismática irregular que sostienen seis arcos de medio punto. En uno de los pilares, el que da a la calle Tendería, aparecen labradas las armas de la villa como símbolo de posesión y patronato. Su actual cubierta abovedada se remonta a 1686.
En este espacio cubierto destaca la portada meridional de acceso al templo. Es un vano gótico carente de tímpano y con arquivoltas apuntadas abocinadas, con decoración angrelada en sus dos arcos inferiores y decoración iconográfica en el arco exterior, que muestra las figuras de profetas sedentes bajo doseletes; la clave lleva los bustos de un obispo y un rey, que serían acaso los dignatarios que ocupaban esos puestos en el momento de la erección del templo, D. Gonzalo, obispo de Calahorra, y el monarca Juan I de Castilla. El trasdós es guarnecido con una chambrana decorada con vides y que parte de unas ménsulas con las figuras de una mujer y un clérigo. En la cúspide puede verse un escudo policromado de Bilbao realizado en el siglo XVIII, motivo heráldico que repite lo visto en el pilar del pórtico arriba comentado. En el interior de la catedral, el tímpano de la portada está ocupado por una bella talla de la Inmaculada, obra de Francisco de Arizmendi realizada en torno a 1783.

### Interior de la iglesia
Presenta planta basilical dividida en tres naves longitudinales, de las cuales la central es de mayor altura, separadas a su vez en cuatro tramos por una serie de pilares circulares con columnillas adosadas y rematadas con fajas-capitel lisas. Las naves laterales contienen capillas entre sus contrafuertes. Los pilares exentos y los semipilares adosados a los muros soportan las cubiertas, consistentes en bóvedas de crucería. Estas son simples en todos los tramos de las naves salvo en el tercero de la nave central, que es más ancho, en tanto que crucero alineado, donde la crucería se complica con terceletes rectos, y en la capilla Mayor, que es de tipo estrellado. Las intersecciones de los nervios están decoradas con claves. Hay que señalar que entre el mobiliario del templo, conformado por retablos y piezas escultóricas, no figuran ni el rico ajuar litúrgico ni la orfebrería: una selección de las mejores piezas del mismo se exponen en el Museo Diocesano de Arte Sacro, instalado en el antiguo Convento de la Encarnación de Achuri.

#### Triforio y vitrales
El alzado se distribuye en tres registros compuestos por los arcos formeros, el triforio ornamental, elemento que embellece el edificio y lo rodea en todos sus lados salvo el muro de cierre de los pies, y los vitrales, realizados en dos momentos distintos en la segunda mitad del siglo XIX en estilo neogótico y que se dividen en 17 ventanales y tres rosetones. Sólo las vidrieras de la cabecera llevan representación figurativa: la Trinidad en el centro y a sus lados dos parejas de apóstoles. Las ventanas que daban luz a las naves bajas antes de hacerse las capillas, que disponen de vanos de iluminación particulares, están actualmente cegadas con apliques de alabastro.

Interior de la catedral
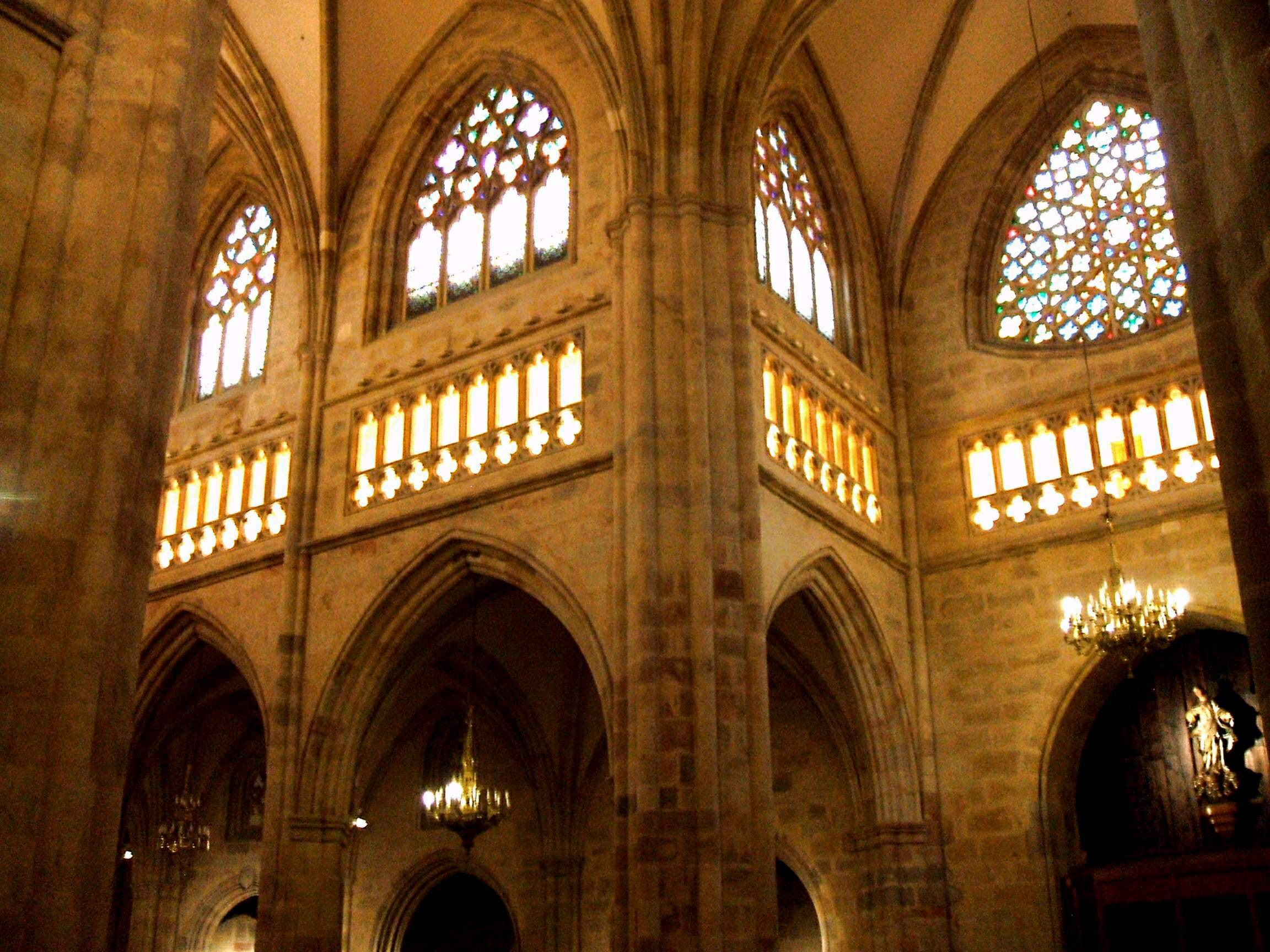
Crucero, nave de la Epístola, triforio y vitrales
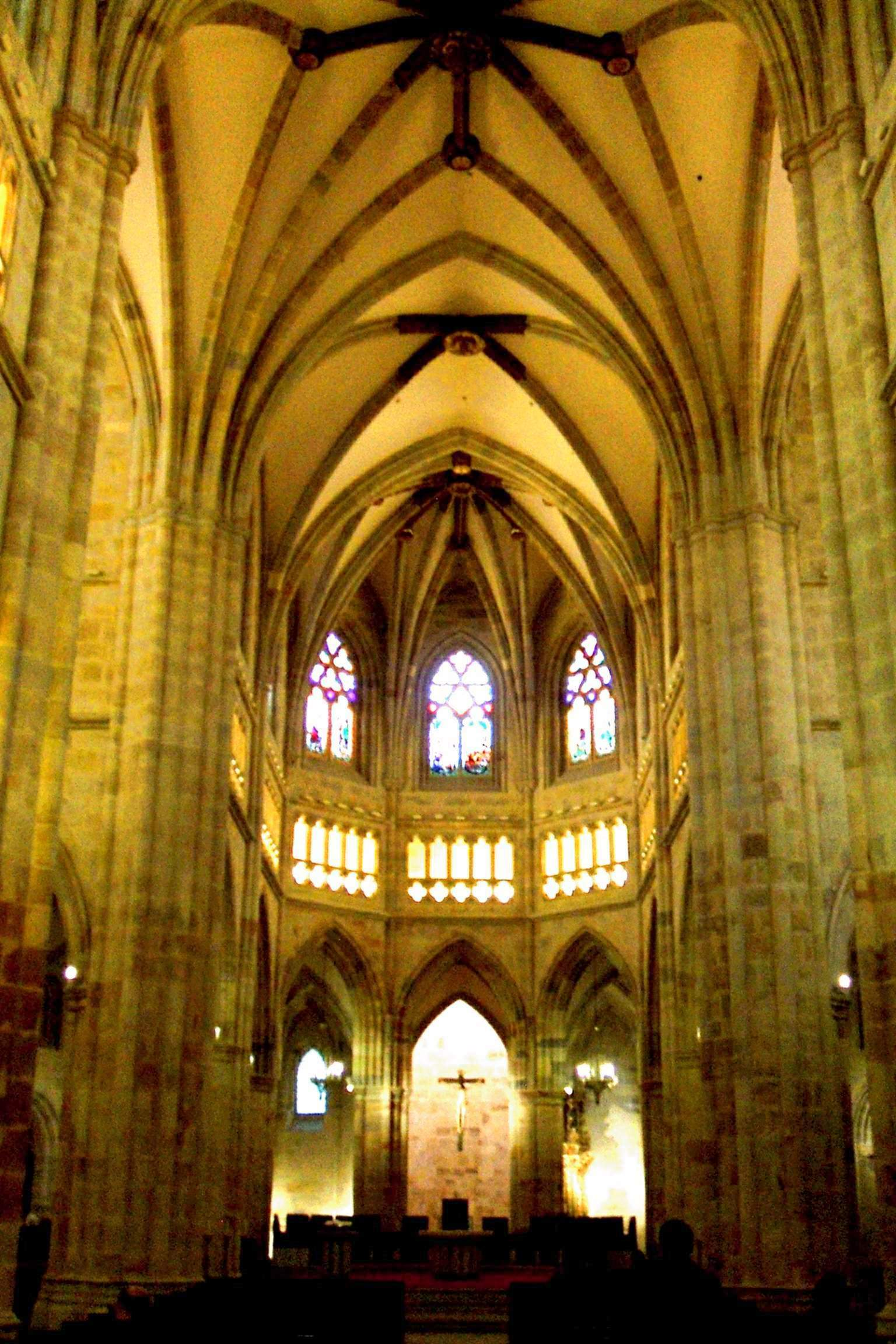
Nave central y cabecera
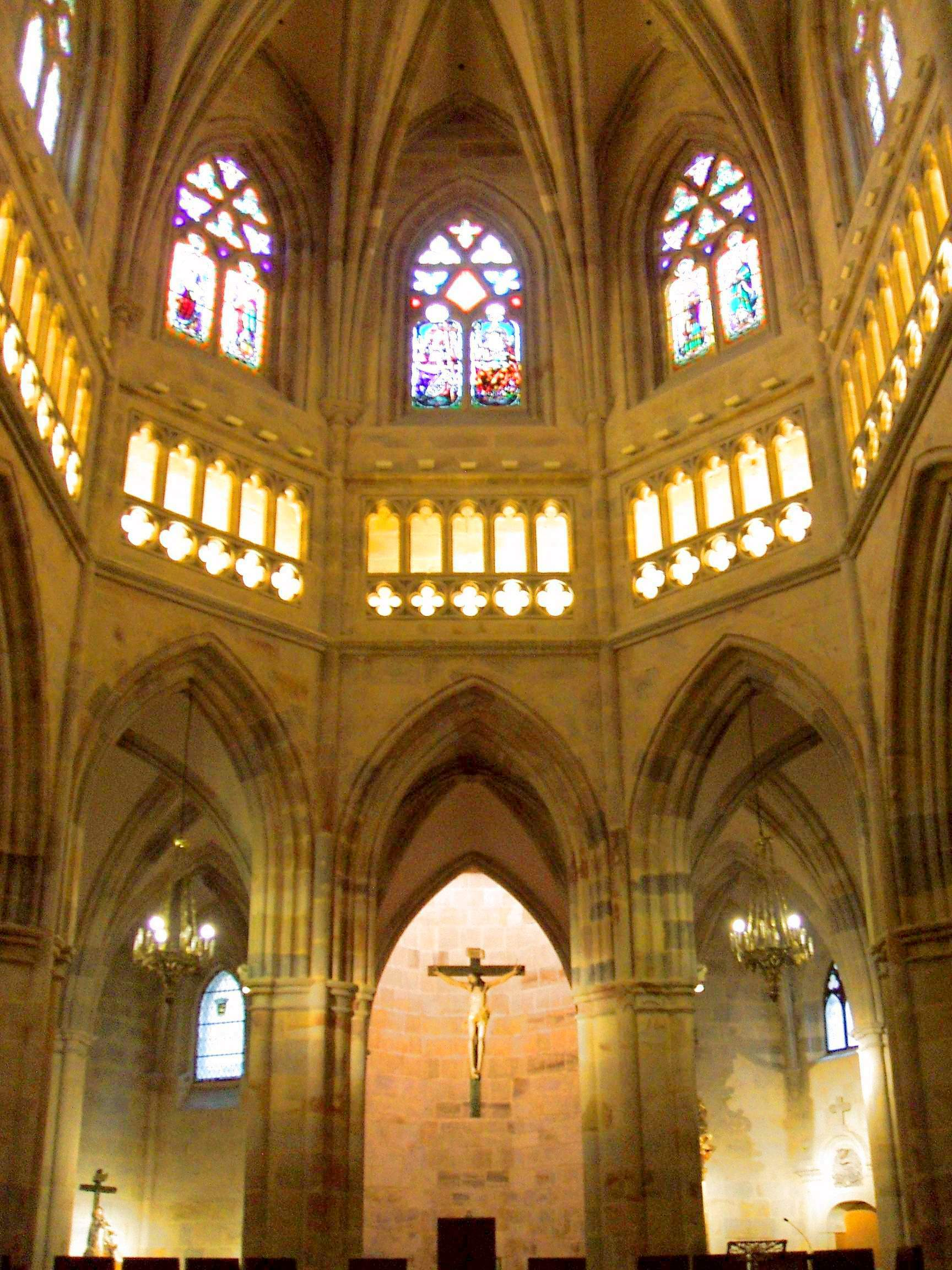
Cabecera y capilla Mayor
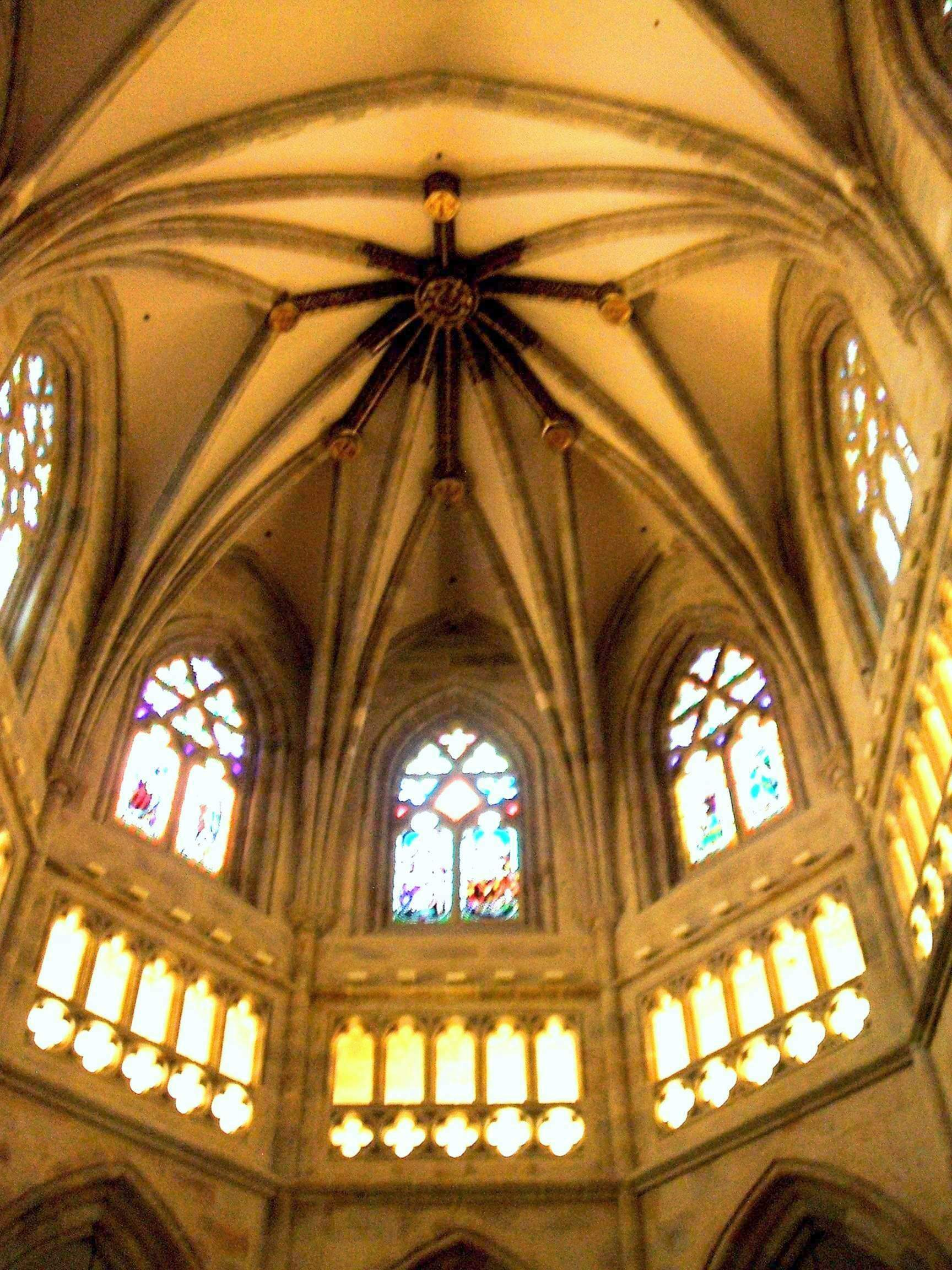
Cabecera y capilla Mayor
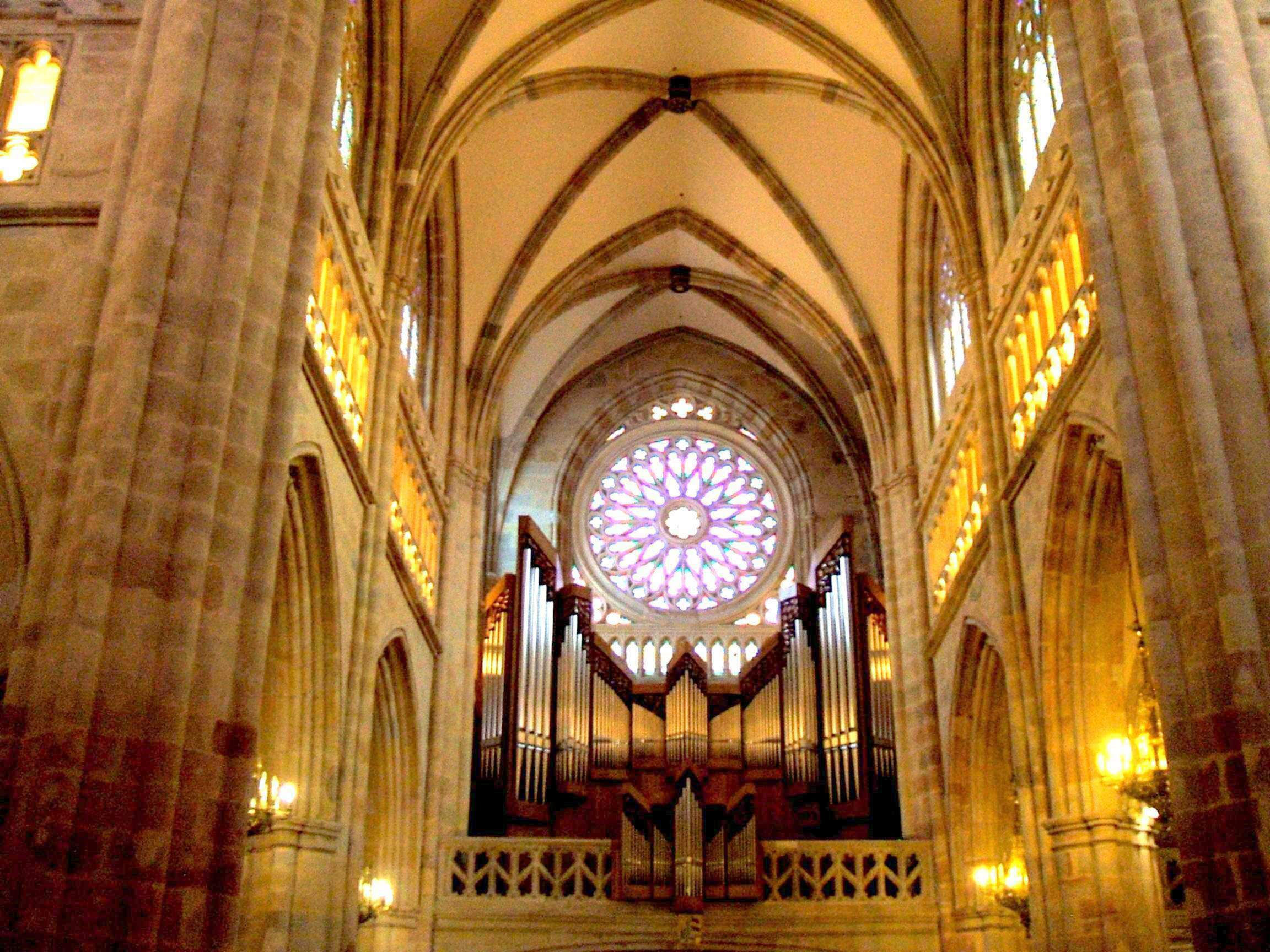
Nave central y coro

#### Girola y capilla Mayor
La cabecera presenta una amplia girola o deambulatorio. El abovedado de la girola se articula en siete tramos triangulares y cuadrados alternos, posiblemente por influencia de algunas construcciones del gótico francés, los cuales alojan otras tantas capillas radiales, formando semicírculo. La capilla Mayor tiene planta trapezoidal de seis lados, de los cuales, los tres posteriores se abren a la girola con otros tantos arcos apuntados, que conectan en una serie ininterrumpida las dos hileras de arcos formeros. En el presbiterio, espacio que fue remodelado en el año 2000, se dispone la sillería para los canónigos, que enmarca la cátedra o sede episcopal. En el centro la mesa del altar, de original diseño circular y apoyada sobre 12 columnas que simbolizan a los Apóstoles.

#### Coro
Al tratarse el templo en origen de una mera iglesia parroquial, el coro no se sitúa en un espacio central de la nave a nivel del suelo, como es habitual en las catedrales, sino que aparece alzado en el primer tramo de la nave, en su parte anterior. Acoge un órgano clásico de la casa Pellerín & Uys de Dax (Francia), bautizado con el nombre del compositor alavés Jesús Guridi, que fuera organista de la catedral entre 1918 y 1939. Fue construido en 2001 y colocado en 2002, sustituyendo a otro fabricado por la firma alemana Ibach que donó la benefactora local Dña. Casilda Iturrizar en 1890.

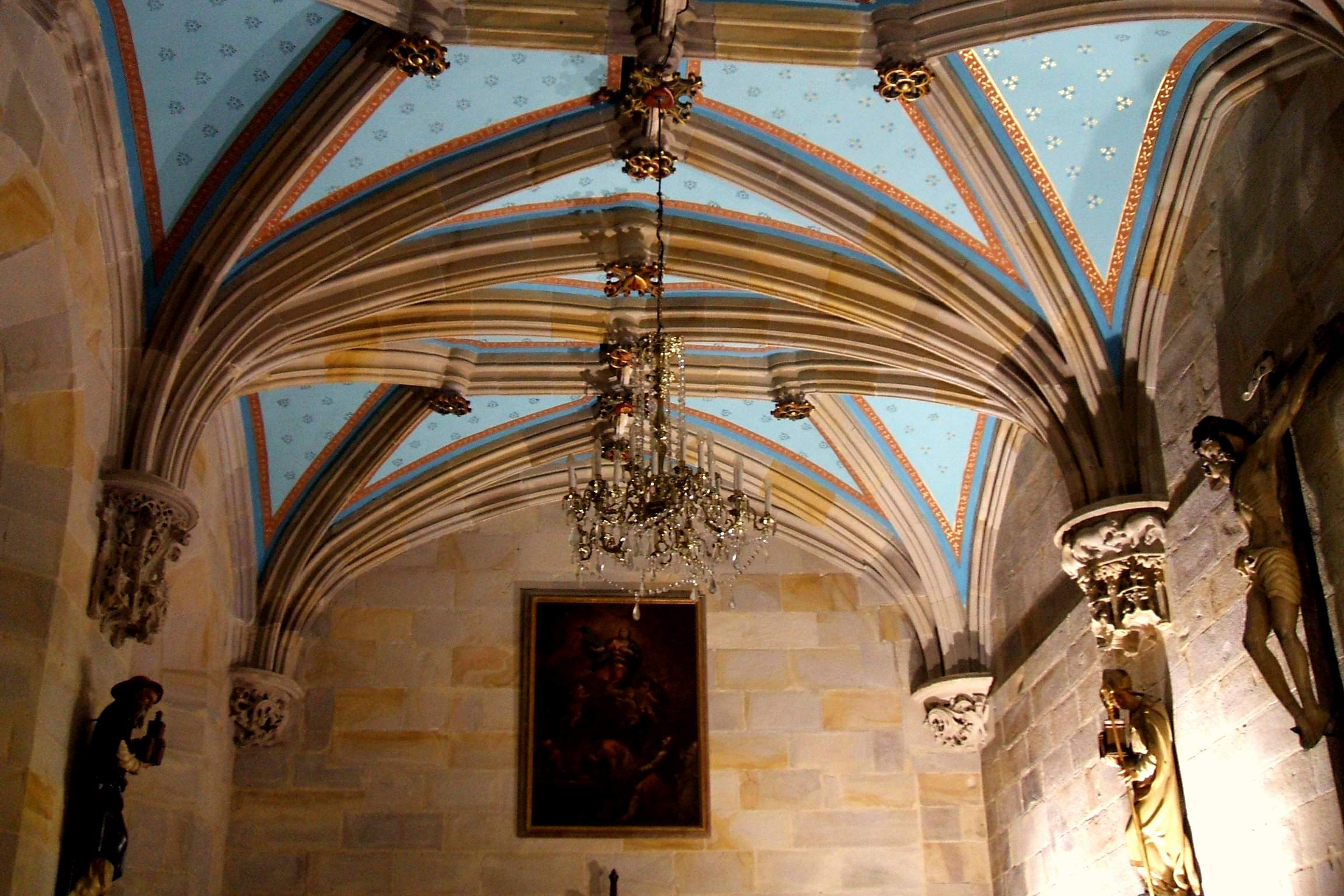
Bóvedas de la sacristía

#### Sacristía
Construida en estilo gótico-renacentista en el siglo XVI y ampliamente remodelada a finales del siglo XIX, es un espacio rectangular, con eje perpendicular al del templo, adosado a la torre por el lado norte y también a la crujía occidental del claustro, con el que comparte la mitad del muro y con el que está comunicado. Se compone de tres tramos con cubierta abovedada de crucería; sus claves están decoradas, los nervios apean en grandes ménsulas figurativas y la plementería se ofrece hoy pintada de un llamativo azul celeste. Bajo las ménsulas se sitúan, suspendidas de la pared y apoyadas en peanas, tallas de los cuatro Santos Padres de la iglesia latina: San Agustín, San Jerónimo, San Ambrosio y San Gregorio Magno, que pertenecieron al Retablo Mayor de la iglesia realizado por Guiot de Beaugrant entre 1533 y 1543. En el testero norte se puede observar un lienzo al óleo de la Inmaculada Concepción de la primera mitad del siglo XVIII y que es copia del de Nuestra Señora de la Portería, en Ávila. Un Crucificado del siglo XVI completa el mobiliario de la Sacristía.

#### Cripta-Oratorio
Se sitúa debajo del altar mayor y frente a la capilla del Sagrario, bajándose a la misma por unas escaleras desde la girola. En esta cripta se ha preservado como testimonio arqueológico parte del muro de cabecera del primer templo de Santiago, que ya existía antes de la fundación de la villa de Bilbao en 1300. También puede contemplarse un arca que contiene las reliquias de San Fructuoso, San Bonifacio y otros mártires, que junto con los nombres de los santos y beatos vinculados a la Diócesis dispuestos en los muros, pretenden ofrecer al visitante un testimonio de la tradición cristiana local en este particular espacio de oración.

#### Capillas
Las quince capillas, alojadas entre los contrafuertes, alcanzan menos altura que las naves bajas, excepto las cinco del centro de la girola, planificadas desde el principio y construidas a la vez que la cabecera, ya que fueron financiadas por feligreses adinerados para colocar allí sus sepulturas. El recorrido por las capillas comienza por la de la Virgen del Pilar, en la nave del Evangelio (orientada al norte, a la izquierda de la puerta principal), para ir girando luego por toda la iglesia, siguiendo la dirección de las agujas del reloj.

##### Capilla de la Virgen del Pilar
Abierta en el segundo tramo de la nave del Evangelio, hasta 1725 estaba dedicada a San Julián y las Ánimas; aquel año, la creación de una cofradía dedicada a la Virgen del Pilar propició el cambio de advocación mariana. El espacio rectangular se cubre con crucería de cuatro nervios y tiene una ventana que da a la crujía sur del claustro. Posee retablo barroco, de hacia 1760. Éste contiene, en un arcosolio, una imagen de la Virgen del siglo XVI, fina talla atribuida al taller franco-flamenco de los Beaugrant y que era conocida como la Virgen de los Prodigios cuando formaba parte del desaparecido Retablo Mayor de la iglesia. Al dedicarse la capilla a la Virgen del Pilar en el siglo XVIII, se montó la imagen sobre un pilar plateado. A sus pies, aparece una talla orante de Santiago Peregrino, obra fechable en la segunda mitad del siglo XVIII.
Ya fuera de la capilla, en su prolongación, correspondiente al brazo septentrional del crucero, se halla un Santiago Peregrino tallado en madera por el escultor Pérez Comendador en 1955 con motivo de la consagración de la catedral.

##### Capilla de San Antón

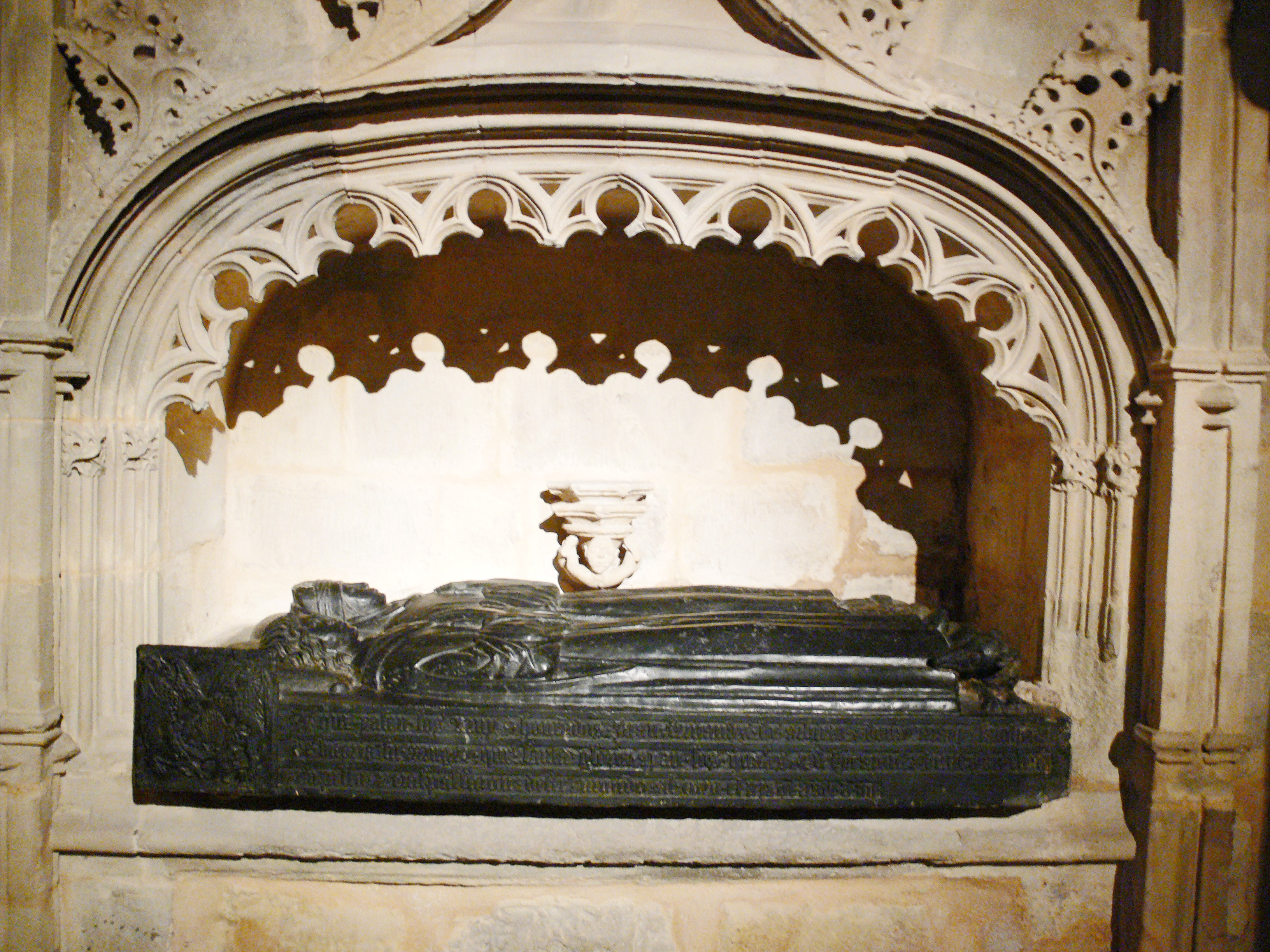
Capilla de San Antón. Sepulcro de los Arbieto,

En el cuarto tramo de la nave del Evangelio. Su acceso es apuntado y dispone de bóveda de crucería simple. Acoge sepulcro tardgótico, en arcosolio con intradós angrelado, de la familia Arbieto, de principios del siglo XVI, con inscripción en bella letra gótica; los difuntos, Juan Fernández de Arbieto y María Sánchez de Vitoria, aparecen yacentes esculpidos en un bloque de pizarra con sendos perros a sus pies, símbolo de fidelidad. Hay también una talla policromada de San Antón (San Antonio Abad), hispanoflamenca de finales del siglo XV.

##### Capilla de Nuestra Señora de Begoña
En el quinto y último tramo de la nave del Evangelio, está consagrada a la patrona de Vizcaya. Es una de las capillas más grandes, con acceso apuntado, vano de medio punto y bóveda de crucería simple. Contiene el sepulcro gótico del matrimonio Arana-Basurto, mercaderes bilbaínos de finales de la Edad Media, con inscripción y decoración heráldica. Posee retablo barroco de hacia 1700, que posee una talla tardogótica de la Magdalena de principios del siglo XVI en el ático y una Virgen de Begoña del siglo XX en el nicho central. El mobiliario se completa con un lienzo de pared con el retrato de la titular, obra barroca del siglo XVIII.

##### Capilla de Santa Lucía
Primera de la girola por su lado norte, su acceso es levemente apuntado y su bóveda de crucería, sencilla. Posee una ventana rectangular hacia la calle. En el espacio pueden contemplarse un sepulcro gótico con personaje yacente de identidad desconocida e indumentaria militar, y un retablo neoclásico que enmarca la talla de Santa Lucía, obra renacentista atribuida al círculo de Juan de Beaugrant, de hacia 1545, y que formó parte del desaparecido Retablo Mayor de la iglesia, más dos tablas barrocas del siglo XVII, en el banco, correspondientes a San José y San Juan Bautista.

##### Capilla de San Diego de Alcalá
Segunda de la girola, es de planta trapezoidal, con una forzada crucería radial de cinco nervios, que confluyen en una clave decorada con un relieve del apóstol San Pedro. El retablo, profusamente decorado con follaje y policromado, la talla de San Diego de Alcalá, en el nicho central, y el lienzo de la Transverberación de Santa Teresa, en el ático, son barrocos y corresponden a distintos momentos de la primera mitad del siglo XVIII.

##### Capilla de Nuestra Señora de la Piedad
Tercera de la girola, es pentagonal y está cubierta con crucería de cinco nervios, con la clave central decorada con una figura sedente de El Salvador. Tiene ventanita apuntada. Preside la capilla una hermosa talla de la Piedad, pieza del barroco castellano de hacia 1642, si bien la policromía es muy posterior. Los muros van decorados con elementos funerarios pétreos, que estuvieron empotrados en el zócalo del presbiterio; fueron realizados a mediados del siglo XVI, quizá por el círculo de Juan de Beaugrant. De las tres laudas sepulcrales, dos presentan bultos yacentes labrados al detalle y la tercera muestra la representación de las tres virtudes teologales, fe, esperanza y caridad, enmarcadas en sendos medallones.

##### Capilla del Sagrario
Cuarta de la girola, sobre el eje longitudinal del templo. De esta capilla central se han recuperado, en lo posible, su aspecto y forma originales. En 2000 se colocaron un cubrimiento de cristal y un sagrario gótico en forma de torre eucarística hecho en piedra arenisca en el siglo XV, siguiendo un modelo típico de Flandes y el norte de Europa, que procede de la iglesia de San Pedro de Mendexa. Se trata de una obra en depósito perteneciente al Museo Arqueológico, Etnográfico e Histórico Vasco de Bilbao y su uso catedralicio es como reserva eucarística del Jueves Santo.

##### Capilla de Nuestra Señora del Rosario
Quinta de la girola, ya en su lado sur. Simétrica y similar en sus formas a la capilla de la Piedad, la clave de su crucería de cinco nervios representa al Ángel de la Anunciación y tiene una ventana ojival con vidriera que muestra la letra G, de Gortázar, su último patrón, a quien pertenece el lucillo sepulcral barroco que conserva. Su retablo es barroco, de hacia 1700, con una Virgen del Rosario de hacia 1750 y, en el ático, un lienzo de Santo Domingo de Guzmán de la época de la masonería.

##### Capilla de Nuestra Señora de los Remedios
Sexta de la girola, tiene planta pentagonal y bóveda de crucería radial, en cuya clave se representa una Virgen sedente. Una ventanita ojival ilumina el espacio. Su pintoresco retablo-relicario, reconstruido en el siglo XVIII aprovechando elementos de los dos siglos precedentes, acoge imágenes de la Virgen de los Remedios con el Niño de hacia 1660, de San Ramón Nonato de mediados del XVIII, y, en el ático, de la Virgen de la Merced de hacia 1700. La mazonería guarda un total de 120 reliquias traídas de Roma por el Deán de la catedral de Badajoz, el bilbaíno D. Martín de Olloqui, en 1583.

Galería de retablos barrocos de las capillas perimetrales
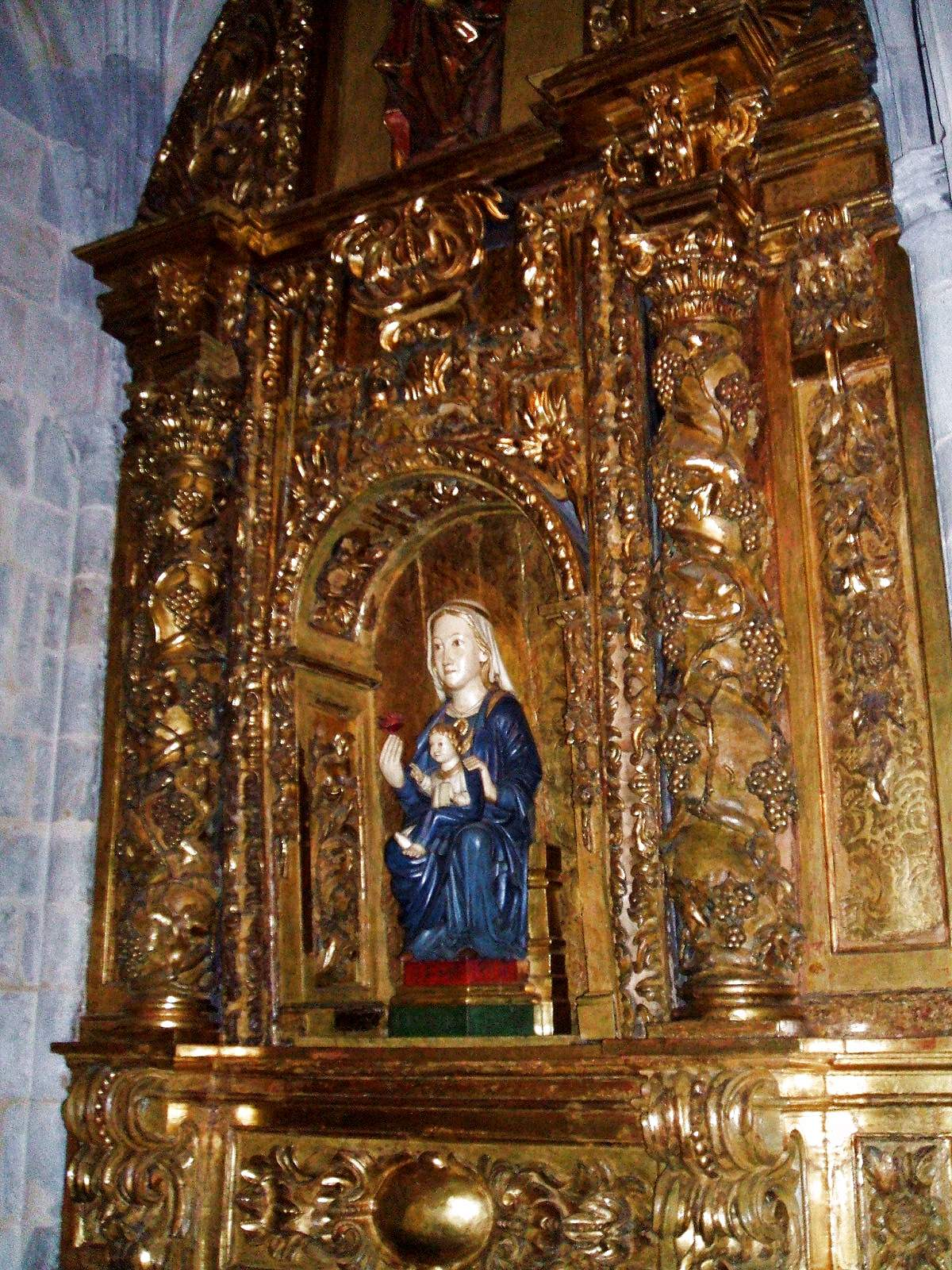
Capilla de Nuestra Señora de Begoña
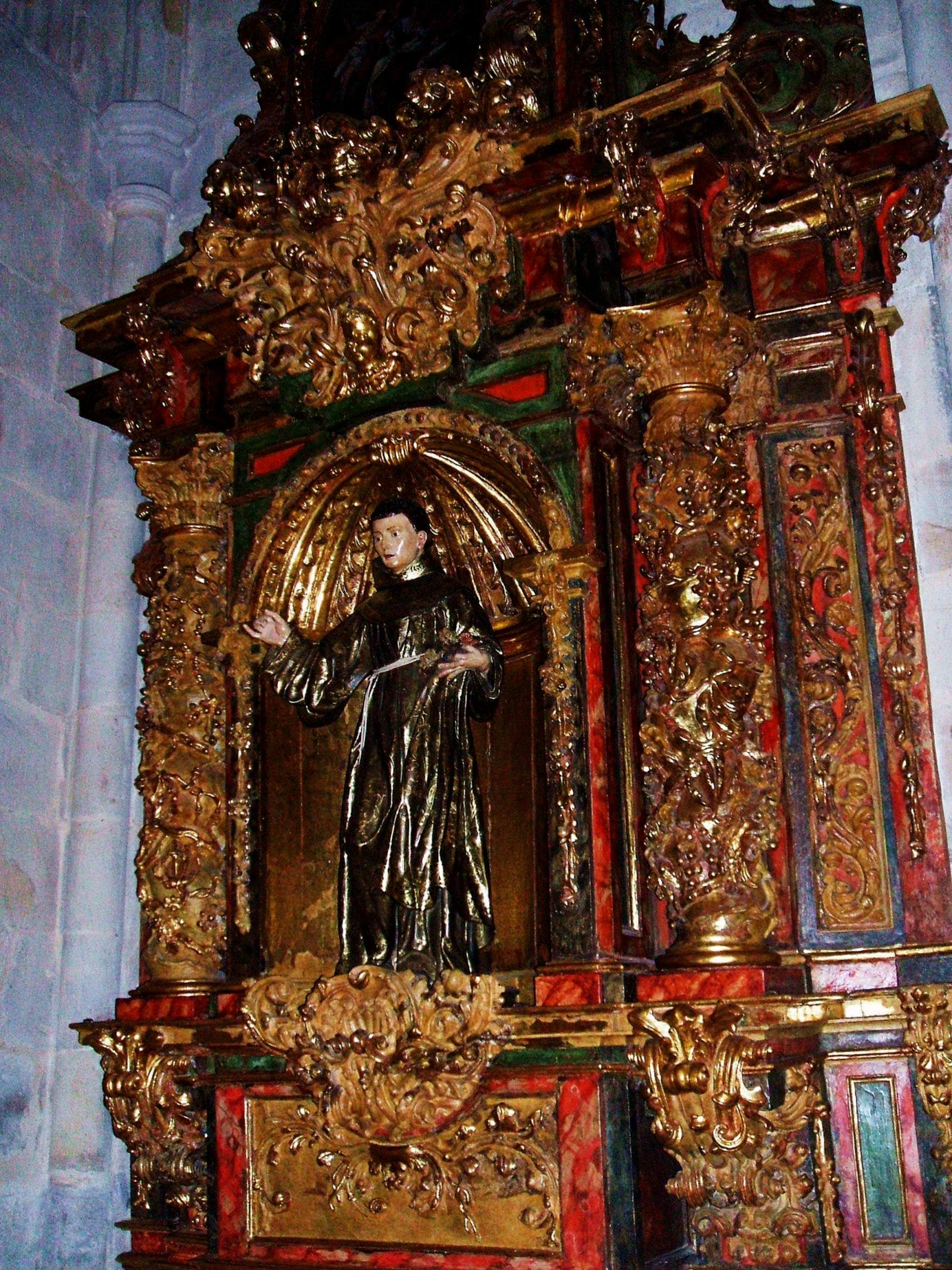
Capilla de San Diego de Alcalá
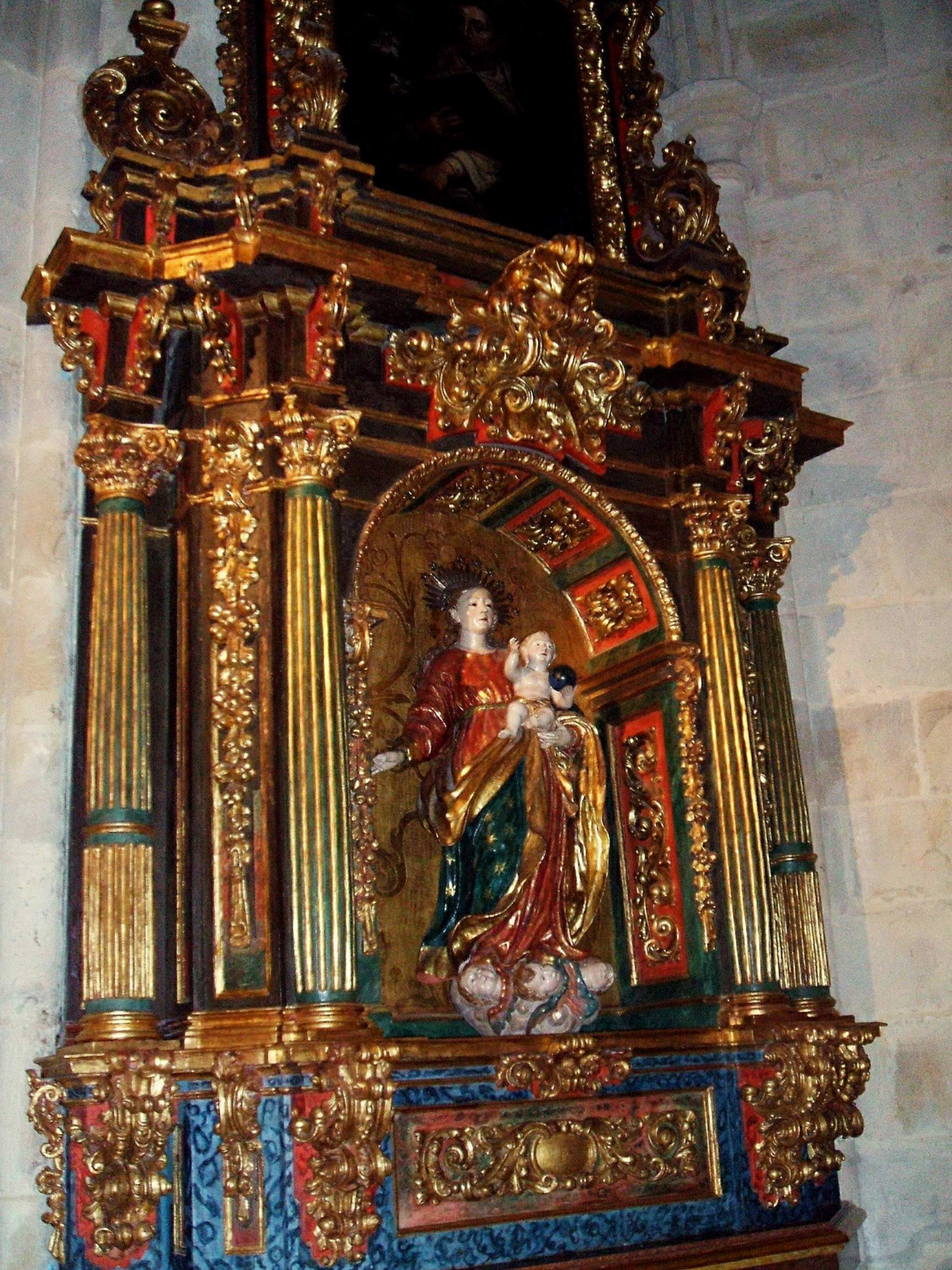
Capilla de Nuestra Señora del Rosario
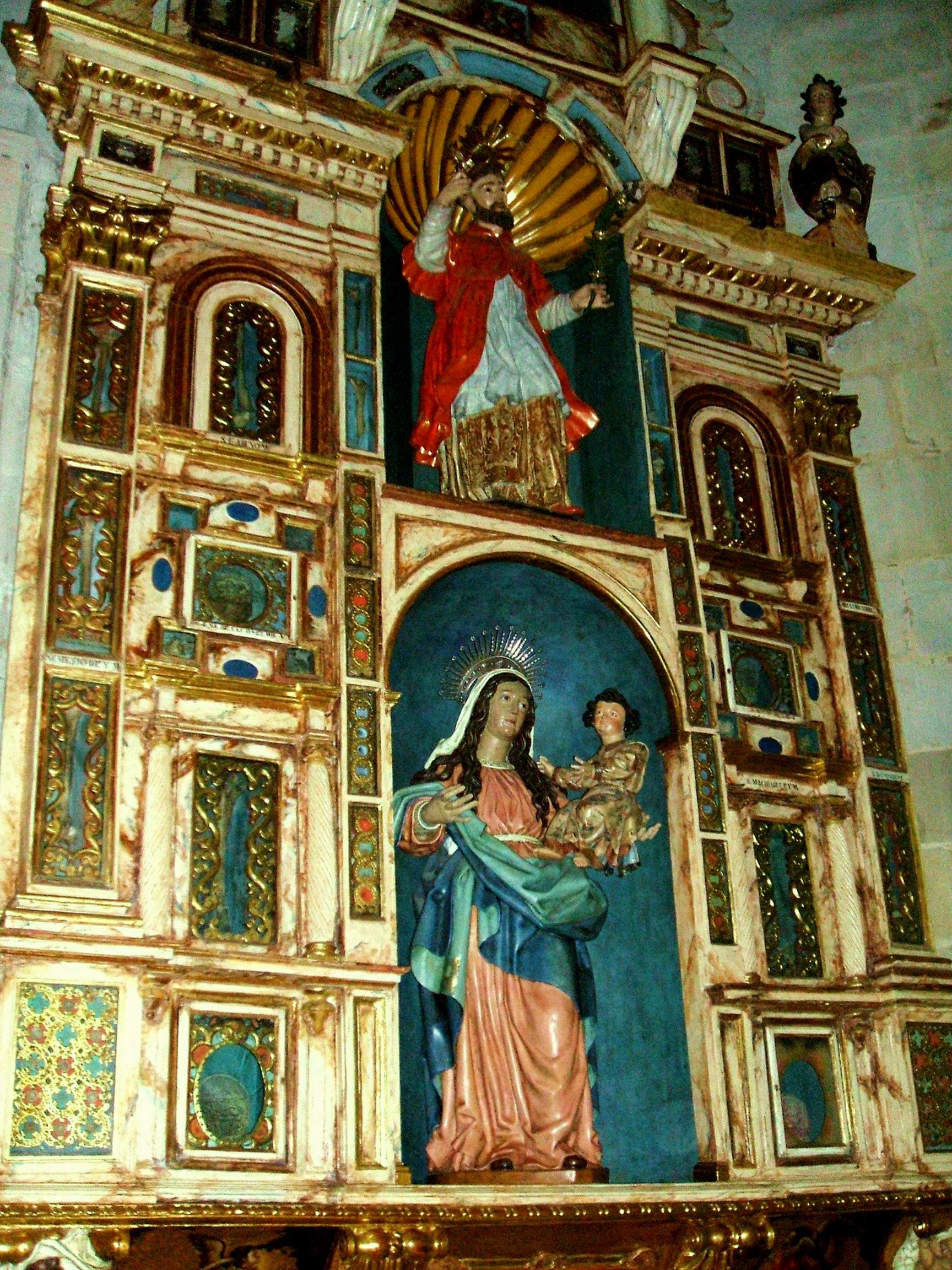
Capilla de Nuestra Señora de los Remedios

##### Capilla de Santa Marina
Séptima y última de la girola y de planta rectangular irregular, presenta en la clave del arco de acceso un escudente con oso rampante a un árbol y conserva en su interior un lucillo sepulcral y una bella talla de San José con el Niño, obra moderna salida del taller escultórico bilbaíno Basterra-Larrea. Definen el suelo cubiertas de sepulturas recuperadas de la nave central, que recuerdan la función funeraria de esta capilla, destinada a acoger los restos de los obispos difuntos.

##### Capilla de la Virgen del Carmen
En el quinto y último tramo de la nave de la Epístola, se accede a ella bajo arco apuntado y se cubre con crucería simple. Tiene un sepulcro gótico, que repite el diseño arquitectónico del de la capilla de Santa Lucía, con una Virgen pétrea sin advocación específica sobre peana y de estilo tardogótico, de comienzos del siglo XVI.

##### Capilla del Bautismo
En el cuarto tramo de la nave de la Epístola. Es de las más amplias y regulares, de planta rectangular, y se cubre con dos arcos cruzados. Tiene sepulcro gótico similar al de la capilla del Carmen. Se ubica aquí la pila bautismal, robusta pieza de mármol rojo las canteras de Ereño realizada a mediados del siglo XVIII, así como una escultura gótica pétrea de San Juan Bautista de hacia 1300; se trata de la pieza más antigua de la catedral, tanto del mobiliario como de la arquitectura.

##### Capilla de San Serafín
En el segundo tramo de la nave de la Epístola, presenta planta rectangular y es la más pequeña de todas las capillas de la catedral. Se cubre con bóveda de crucería simple. A un lado del sepulcro tardogótico, similar a los anteriores y descubierto en lá última restauración, se sitúa la imagen de San Serafín, talla neoclásica de hacia 1840.

##### Capilla Penitencial
En el primer tramo de la nave de la Epístola. Es rectangular, su acceso es de arco carpanel y se cubre con crucería estrellada que arranca de ménsulas con los signos de los Evangelistas, el Tetramorfos; su ventana es adintelada. Conoció una considerable reforma en 1867.

##### Capilla del Cristo del Amor
Situada a los pies del templo, en el arranque de la nave de la Epístola. Tiene un retablo neogótico del siglo XX con relieves de los cuatro Evangelistas y de las catorce estaciones del Vía Crucis, que acoge la imagen del Cristo del Amor, de gran devoción en Bilbao. Es una hermosa talla atribuida al imaginero franco-flamenco Guiot de Beaugrant, de hacia 1543, y, probablemente, un elemento perteneciente al desaparecido Retablo Mayor de la iglesia. Cierra la capilla una rica verja neogótica.

### Claustro
Es el único claustro gótico que se conserva en Vizcaya junto con el del Convento de San Francisco de Bermeo y puede decirse que es excepcional, ya que muy pocas veces se dotaba a meras iglesias parroquiales de claustros procesionales, máxime en este caso, al tratarse de una construcción de notable elegancia y equilibrio. El espacio cuadrado, de 24 x 24 metros, fue construido en la primera década del siglo XVI adosado al flanco septentrional del edificio, esto es, a la nave del Evangelio. Para ello, se invadió el espacio del antiguo cementerio norte del templo. En el siglo XX, entre 1924 y 1931, se enriqueció su traza con importantes adiciones escultóricas. A entonces corresponden la crestería, los pináculos, las gárgolas y la tracería de los intradoses de los arcos. El jardín central está encajonado por cuatro crujías abovedadas con crucería clásica y asomadas al patio a través de grandes ventanales ornados con la mencionada tracería flamígera neogótica, que descansa en tres maineles moldurados. 

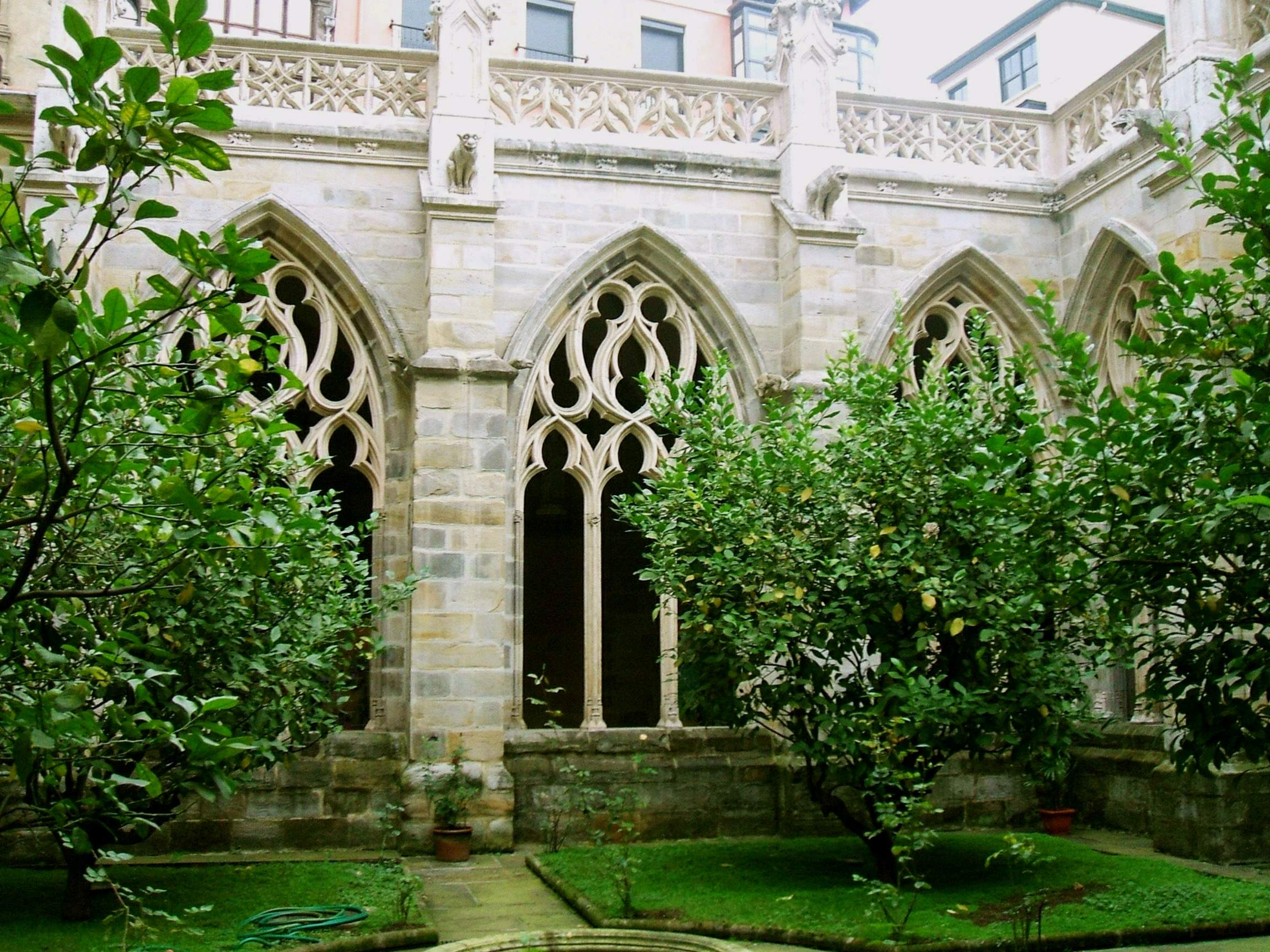
Aspecto del claustro

A lo largo del claustro se hallan distribuidas varias piezas de tipo funerario, pertenecientes a distintas épocas. Iniciando el recorrido por la izquierda, según se accede al claustro, se encuentra la lápida que perteneció a la familia Olloqui, de finales del siglo XVI, que lleva en relieve el escudo con las armas de su apellido. Seguidamente aparece la sepultura de Ortuño de Ugarte, de mediados del XVII. Muestra escudo heráldico e inscripción informativa de los cargos que desempeñó este caballero, fallecido en 1634. Pero el enterramiento más destacado es el que está a continuación, realizado en torno a 1540. Se trata de un sepulcro renacentista en arcosolio reaprovechado posteriormente en el siglo XVIII para enterrar parte de los restos del obispo Andrés de Porras, prelado de la Diócesis de Calahorra, a la que entonces pertenecía Bilbao. La última y más reciente pieza funeraria es la de Francisco Iturribarría, a quien se dedicó el relieve sito en el pórtico sur. Falleció en 1916, aunque no fue hasta 1957 cuando se trasladaron sus restos a este sepulcro, tallado por el escultor Quintín de la Torre. Asimismo, se exponen tres losas pertenecientes a las necrópolis primitivas del templo.
Al claustro se accede desde el interior de la iglesia y también desde la calle Correo por la Puerta del Ángel, de la que se habló arriba. Los accesos desde el interior de la iglesia son dos: desde el tramo norte del crucero, pasaje que se recuperó en las últimas intervenciones restauradoras, y desde el primer tramo de la nave del Evangelio, por donde se ingresa también en la Sacristía.
- Wikimedia Commons alberga una categoría multimedia sobre el claustro de la catedral de Bilbao.

## Plano descriptivo
|  |  | I: Iglesia - C: Claustro - P: Pórtico - S: Sacristía 1: Capilla de la Virgen del Pilar 2: Capilla de San Antón 3: Capilla de Nuestra Señora de Begoña 4: Capilla de Santa Lucía 5: Capilla de San Diego de Alcalá 6: Capilla de Nuestra Señora de la Piedad 7: Capilla del Sagrario 8: Capilla de Nuestra Señora del Rosario 9: Capilla de Nuestra Señora de los Remedios 10: Capilla de Santa Marina 11: Capilla de la Virgen del Carmen 12: Capilla del Bautismo 13: Capilla de San Serafín 14: Capilla Penitencial 15: Capilla del Cristo del Amor 16: Cripta-oratorio |